# Robert Phelps (Ringer)
Robert Edward Phelps (* 21. Juli 1890 in Battersea; † 28. März 1980 im Pinellas County, Vereinigte Staaten) war ein britischer Ringer.

## Karriere
Phelps wurde 1890 im Londoner Stadtteil Battersea geboren. 1912 nahm er an den Olympischen Spielen in Stockholm teil. Hier scheiterte er im Wettbewerb im Leichtgewicht in der ersten Runde. Kurz nach Ausbruch des Ersten Weltkriegs wanderte er in die Vereinigten Staaten aus. Dort arbeitete er bei Packard in Detroit. In beiden Weltkriegen diente er in der US-Armee.